# Georges Jolly
Pour les articles homonymes, voir Jolly.
Georges Jolly est un pilote motocycliste français vainqueur du Grand Prix moto de France en 1920 en 500 cm3 sur Alcyon (1er Grand Prix de l'U.M.F.) au Circuit du Mans.
Avant-guerre, il se classe deuxième du 3e Grand Prix de France du M.C.F. en 250 cm3 en 1914 sur Thomann.
Il gagne après le premier conflit mondial en 1920 le GP de France du M.C.F. en 350 cm3, sur Alcyon, puis trois mois plus tard le GP de France U.M.F. en 500 cm3. En 1921, il est vice-champion de France en 500 cm3, et en 1922 il remporte le Grand Prix de Lyon en 500 cm3 et termine 3e du GP de France du M.C.F. en 500 cm3. En 1924, il est encore deuxième du GP de France du M.C.F. en 500 cm3 à Montargis.
Son frère Marcel gagne notamment le GP de France 175 cm3 en 1928 à Bordeaux, et le championnat de France 175 cm3 en 1928 et 1929.